# Manuel Fontanals i Mateu
Manuel Fontanals i Mateu (Mataró, 26 de juliol de 1893 – Ciutat de Mèxic, setembre de 1972) fou un escenògraf i decorador català, germà de Francesc Fontanals i Mateu.

## Primers anys
Fill de l'ebenista Tomàs Fontanals i Sivilla, començà a treballar en el taller del seu pare a París, on va residir amb la seva família fins al 1914, quan va tornar a Catalunya. Es va establir a Barcelona, on va estudiar a l'acadèmia de Francesc d'Assís Galí i Fabra, i va treballar amb l'escultor Esteve Monegal i Prat i amb l'arquitecte Josep Puig i Cadafalch, on es va inscriure dins el corrents modernista i noucentista. En aquell període va fer la decoració del cafè de Canaletes.
El 1917 va iniciar-se en l'escenografia treballant per al «Teatro del Arte» de Gregorio Martínez Sierra a Madrid, on va aprendre dels mestres Sigfrido Burmann i Fernando Mignoni Monticelli. El 1919 viatjà a Alemanya per a completar els seus coneixements en aquest art i va rebre influències de l'expressionisme.
Quan va tornar va compaginar el seu treball amb Martínez Sierra amb l'escenografia al Gran Teatre del Liceu, distingint-se per les seves decoracions fantasioses i originals. El 1924 va treballar a Milà on col·laborà amb Gabriele D'Annunzio i va fer l'escenografies d'obres de Carlo Goldoni i Luigi Pirandello. El 1925 marxà a París on va col·laborar amb l'arquitecte Pascual Bravo Sanfeliú un quiosc hexagonal de formes capritxoses per al Pavelló d'Espanya en l'Exposició Internacionals d'Arts Decoratives i Industrials Modernes a París el 1925. També col·laborà en els preliminars de l'Exposició Internacional de Barcelona de 1929 i en la construcció del Poble Espanyol de Montjuïc (Barcelona), alhora que feia decorats per a la companyia de Jaume Borràs i Oriol, il·lustrava llibres de l'Editorial Estrella de Martínez Sierra i feia cartells.
Durant els anys 30 va treballar per a Jacinto Benavente, Margarida Xirgu, Federico García Lorca i Cipriano Rivas Cheriff. D'octubre de 1933 a març de 1934 va viatjar per Amèrica del Sud amb la companyia de Lola Membrives representant obres de García Lorca.
A començaments de 1936 treballà per al grup Nueva Escena de Rafael Alberti. En assabentar-se de la detenció i posterior assassinat de García Lorca a mans dels rebels de la guerra civil espanyola decidí exiliar-se, i a finals de 1936 marxà a l'Amèrica Llatina amb la companyia de Josefina Díaz Artigas. Primer anà a Cuba i després s'establí a Mèxic, on es casà amb l'aristòcrata Diane de Subervielle, presidenta de l'empresa cinematogràfica Films Mundiales.

## Exili mexicà
A Mèxic decorà, entre altres establiments de luxe, el restaurant Ambassadeurs, del català Dalmau Costa i Vilanova, i la barra del restaurant Cyro's de l'Hotel Reforma. A través de la tertúlia de la cafeteria «Hotel Regis» contactà amb les principals figures del cinema mexicà i fundà la seva pròpia empresa de decoració cinematogràfica, Escenografía de Manuel Fontanals, amb la que assolí un gran prestigi i li va permetre treballar amb els millors actors i directors del cinema mexicà: (Dolores del Río, María Félix, Mario Moreno Cantinflas, Emilio Fernández, Roberto Gavaldón, Jaime Salvador, Carlos Velo Cobelas, José Díaz Morales, Ramón Pereda i Ramón Peón.
Fou membre destacat del Sindicat de Treballadors de la Producció Cinematogràfica i de l'Associació de Periodistes Cinematogràfics de Mèxic. El 1946 fou cofundador de l'Acadèmia Mexicana de Ciències i Arts Cinematogràfiques i fou guardonat amb el prestigiós premi Ariel el 1947, el 1949 i el 1972.

## Principals escenografies
La seva obra en el cinema és extensa i comprèn 247 escenografies, decorats i vestuaris, sense comptar les que va fer per al teatre.

### Per a teatre
- La princesa que se chupaba el dedo (1917) de Manuel Abril, representada al Teatro Eslava per Gregorio Martínez Sierra
- El pavo real d'Eduard Marquina i Angulo (1923)
- Doña Francisquita, d'Amadeu Vives (1923)
- Gli innamorati de Carlo Goldoni (1924)
- Le criminel d'Alexandre Fydor (1925)
- El místic de Santiago Rusiñol, "Lo ferrer de tall" de Frederic Soler (Serafí Pitarra), "Les garses" d'Ignasi Iglésias, "Mossèn Janot" i "Terra Baixa" d'Àngel Guimerà, representades per la companyia de Jaume Borràs.
- Triángulo de Gregorio Martínez Sierra, al Teatro Infanta Beatriz, 1929
- Figurins del ballet "Triana" d'Isaac Albéniz, per a la companyia de ballet espanyol d'Antonia Mercè i Luque "La Argentina" a l'"Opera Comique" de París. (1929) amb Néstor de la Torre.
- Bodas de Sangre de Federico García Lorca, per la Companyia de Josefina Diaz Artigas, al Teatro Beatriz de Madrid, 1933
- La zapatera prodigiosa (1933) de Federico García Lorca, per la companyia de Lola Membrives, al Teatro Avenida de Buenos Aires
- Yerma (1934) de Federico García Lorca, per la companyia de Margarida Xirgu, al Teatro Español de Madrid
- La dama boba (1935) de Lope de Vega, per la companyia de Margarida Xirgu, al Teatre Barcelona
- Doña Rosita la Soltera (1935) de Federico García Lorca, per la companyia de Margarida Xirgu, al Teatre Principal de Barcelona
- El zoo de cristal (1957) de Tennessee Williams, per la Companyia de Margarida Xirgu, al Teatro Fábregas de Mèxic

### Cinema
- Bohemios (1936), de Francisco Elías
- María (1938), de Chano Urueta,
- Miente y serás feliz (1939) de Raphael J. Sevilla.
- la isla de la Pasión (1941) d'Emilio Fernández
- Dos mexicanos en Sevilla (1942) de Carlos Orellana
- Bugambilia (1944) d'Emilio Fernández amb Dolores del Río com a protagonista.
- Río Escondido (1947) d'Emilio Fernández
- Duelo de las montañas (1950) d'Emilio Fernández
- Macario (1960) de Roberto Gavaldón
- Pueblito d'Emilio Fernández
- Un dorado de Pancho Villa (1966), d'Emilio Fernández
- La ley del gavilán (1966), de Jaume Salvador i Valls.
- El castillo de la pureza (1972) d'Arturo Ripstein